# Route nationale 535 (Belgique)
Pour les articles homonymes, voir Route nationale 535 (homonymie).
La route nationale 535 est une route nationale de Belgique de 6,7 kilomètres qui relie Houdeng-Aimeries à Haine-Saint-Pierre.

## Communes sur le parcours
- Région wallonne
  -  Province de Hainaut
    - Houdeng-Aimeries
    - Haine-Saint-Pierre